# جان بارات
'
جان بارات' (7 يونيو 1923، لامبارسارت، نورد - 1 يوليو 1986) لاعب كرة قدم دولي لعب في مركز الهجوم ومدرب فرنسي، لاعب تاريخي من نادي ليل وهداف الدوري الدرجة الأولى الفرنسي برصيد 12 هدفاً.